# Irma Andersson-Kottö
Irma Irené Andersson-Kottö, född 1 januari 1895 i Enköping, död där 7 juli 1985, var en svensk ärftlighetsforskare.
Irma Andersson-Kottö var dotter till direktören Per Johan Andersson. Efter genomgången flickskola i Stockholm studerade hon 1914–1916 botanik vid Stockholms högskola och var 1916 assistent vid Sveriges utsädesförening i Svalöv. 1917 reste hon utomlands och studerade ärftlighetslära hos Erich Tschermak i Wien, Johannes Paulus Lotsy i Haarlem och William Bateson i London. 1920–1938 var hon anställd vid John Innes horticultural Institution vid Londons universitet, där hon blev Doctor of Philosophy 1934 och Doctor of Science 1939. 1939 återvände hon till Sverige där hon bedrev forskning vid Wenner-Greninstitutet för experimentell biologi med mera i Stockholm. 1941–1962 var hon docent i ärftlighetslära vid Stockholms högskola. 
Kottö-Andersson forskade främst kring ormbunkarnas ärftlighetsförhållanden, och var en av världens främsta auktoriteter inom området. Genom planmässigt korsningsarbete klarlade hon skillnader mellan olika arter bland växterna. Hon publicerade flera arbeten rörande brokbladighetens nedärvning, särskilt hos ormbunkar. På grundval av en ärftlig missbildning med prothalliebildning utan att sporer dessförinnan uppstått har hon undersökt förhållandet mellan sporofytens och gametofytens kromosomförhållanden hos ormbunken Seolopendrium och lyckade ändra stadierna i generationsväxlingen. Hon studerade även brokbladighet hos sommargyllen och företog artkorsningar inom nejliksläktet. Inom den zoologiska genetiken studerade hon tillsammans med engelsmannen C. Diver de ärftliga faktorerna för höger- och vänstervridning hos snäckan Limnæa.